# Oostelijke madagaskardwergooruil
De oostelijke madagaskardwergooruil (Otus rutilus) is een vogelsoort uit de familie van de strigidae (uilen).

## Verspreiding en leefgebied
Deze soort is endemisch op Madagaskar.